# Teodor Tetjanytsch

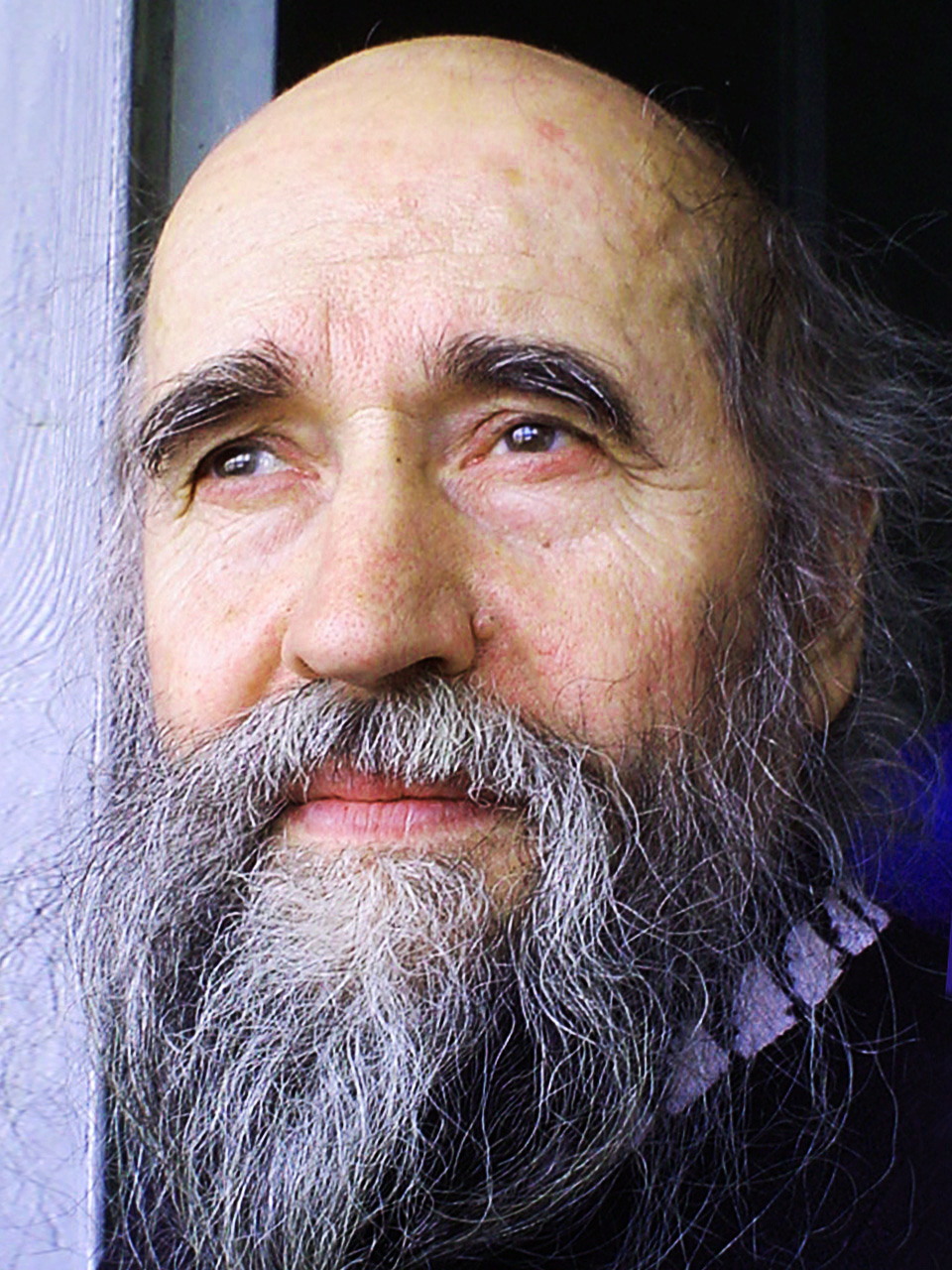
Teodor Tetjanytsch

Teodor Tetjanytsch (auch Fedor Kostjantynowitsch Tetjanytsch, Teodor Fripulia(mann) und Fripulia, ukrainisch Фрипулья als Abbreviatur fuer “Fedir+kristall+pulsar+ia fuer Ich” für Unendlichkeit, Unvergänglichkeit; ukrainisch Безмежжя; russisch Безконечность; * 17. Februar 1942 in Knjaschytschi, Ukrainische SSR, Sowjetunion; † 18. Februar 2007 in Kiew, Ukraine) war ein Kiewer und ukrainischer Künstler.

## Leben
Während seiner Schulzeit lernte er Deutsch als zweite (Fremd-)Sprache. Er war Absolvent des Kiewer Staatlichen Kunstinstituts (1966). Seit 1973 war er Mitglied des Nationalen Künstlerverbandes der Ukraine und des Künstlerverbandes der UdSSR.
Tetjanytsch starb am 18. Februar 2007 in Kiew.

## Ausstellungen

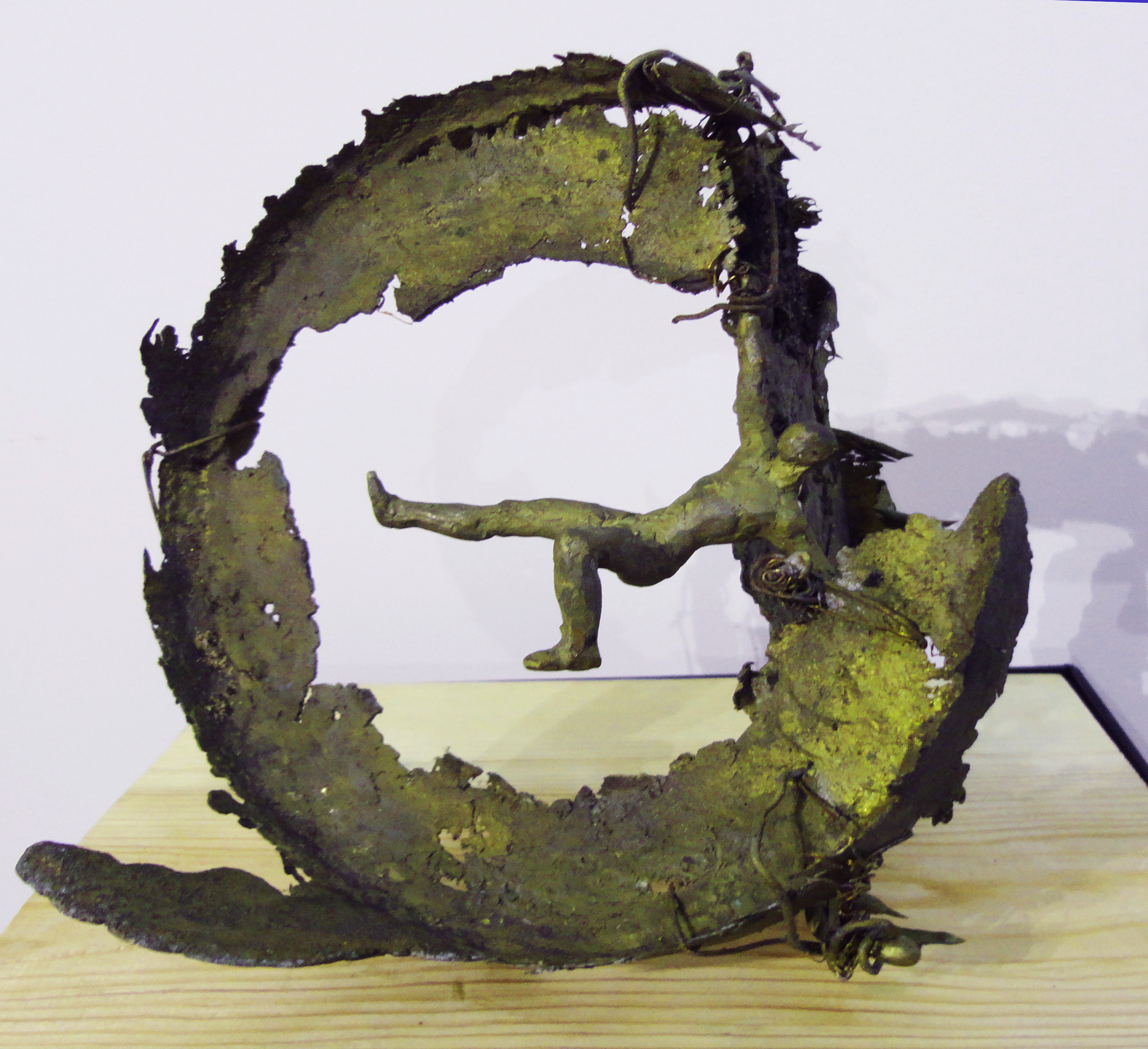
„Mensch und Unendlichkeit“, Objekt von F. Tetjanytsch, 1980

Im Juni 2017 fand im PinchukArtCentre in Kiew eine Ausstellung von Tetjanytschs Werken statt.